# Marthe Chenal
Marthe Chenal (1881- 28 de enero de 1947) fue una soprano de ópera francesa, quien tuvo una carrera como voz activa entre 1905 y 1923. A pesar de que hizo una serie de presentaciones con las compañías de ópera en las provincias francesas y en la escena internacional, su carrera se centró principalmente en el Palais Garnier y la Opéra- Comique de París. Ella particularmente sobresalió en las obras de Jules Massenet y fue un exponente de las obras de Camille Erlanger.
Chenal fue admirada no solo por su excelente voz, sino también por su destreza dramática con un número de críticas comparándola con la actriz dramática francesa Sarah Bernhardit una mujer atractiva. Chenal fue nombrada por la prensa internacional como la mujer más bonita de París. Se destacó por su interpretación de La Marsellesa. Su voz es conservada en un número de grabaciones hechas con Pathé Records en 1915.

## Biografía
Nacida en París, Chenal fue educada en el convento de la Basílica del Sagrado Corazón, París. Entró al conservatorio de París en 1901, donde fue inicialmente aconsejada por todos sus maestros de seguir una carrera fuera de la música. Un maestro incluso le sugirió que siguiera una carrera en el Marlin Rouge. Sin desanimarse, Chenal continuó con sus estudios de ópera bajo Martini y en 1905, en su último año, ganó el primer premio en el concurso de canto del Conservatorio.
Chenal hizo su debut en la ópera profesional en 1905 en el Palais Garner como Brunilda en Sigurd de Ernest Reyer. Continuó cantando en esa casa de opera por los 3 años siguientes con diferentes roles como Elizabeth en Tannhäuser de Richard Wagner, Marguerite en el Faust de Charles Gounod, Donna Anna en Don Giovanni de Wolfgang Amadeus Mozart y en el papel principal Ariane de Jules Massenet.
En 1908, Chenal se unió a la lista de las cantantes principales de Ópera-Comique haciendo debut con la compañía en el papel principal de Afrodita de Camille Erlanger. Cantó frecuentemente en la Ópera-Comique el resto de su carrera, notablemente apareciendo en varios estrenos mundiales con la empresa, incluyendo On ne badine pas avec l'amour de Gabriel Pierné, de Alfred Bruneau Le Roi Candaule, y La Socière de Erlanger.
Entre 1908-1910 Chenal hizo un número de apariciones alabadas en la ópera de Monte-Carlo, incluyendo los papeles principales en Fedora de Umberto Giordano, Camille Saint-Saëns Prosperina, Rusalka de Alexander Dargomyzhsky y Taosca de Giacomo Puccini, entre otros. Más tarde regresó a Monte Carlo en 1926 para representar el papel principal en Carmen de George Bizet.
En 1909, Chenal protagonizó el estreno mundial de Bacchus Triamphant de Camille Erlanger en el Gran Teatro de Burdeos. Al siguiente año regresó a la Ópera Nacional de París para estar presente en el estreno mundial de Le miracle de Georges Hüe. Después de 1910, pasó los siguientes trece años realizando funciones tanto en el Palais Garnier y en la Ópera-Comique. Su última aparición en la ópera fue en la Ópera-Comique en 1923 como Margared de Ëdouard Lalo Le roi d´Ys.
Fuera de Francia, Chenal solo hizo pocas apariciones. Ella cantó en la Casa de Opera de Manhattan en la ciudad de Nueva York un par de veces durante su carrera. En 1917, apareció en el Teatro Costanzi en Roma en el papel principal de Sapho de Massenet y dio un concierto de arias de ópera francesa en La Scala de Milan.